# Teresa Portela
Teresa Portela (n. 5 mai 1982, Aldán⁠(d), Galicia, Spania) este o caiacistă ce a reprezentat Spania, medaliată olimpică. A participat la 6 ediții ale Jocurilor Olimpice (2000, 2004, 2008, 2012, 2016, 2020) în care a câștigat o medalie de argint.